# Saklı Yüzler
Saklı Yüzler (cares amagades) és una pel·lícula dramàtica turca del 2007 dirigida per Handan İpekçi i protagonitzada per Füsun Demirel i Berk Hakman.

## Argument
Zuhre és una jove camperola turca que s'ha enamorat d'un xicot del poble i s’ha quedat embarassada abans del matrimoni. Fuig a Alemanya amb ajuda del seu germà Islail, però tot i així és condemnada a mort per la seva comunitat. Qui ha d’executar la sentència ha de ser un dels homes que estima, el seu pare o el seu germà. Per això també demanen ajuda al seu oncle Ali, que viu a Alemanya i és un membre respectat.

## Repartiment
- Şenay Aydın
- İştar Gökseven
- Berk Hakman
- Cem Bender
- Nisa Yıldırım
- Aslı Öngören
- Füsun Demirel
- Dilan Erçetin
- Bahar Aydın

## Premis
Va guanyar el Premi Pierre Kast al millor guió a la XXIX edició de la Mostra de València. i l'actriu Şenay Aydin va guanyar el premi a l'actriu més prometedora al Festival de Cinema d'Adana.